# Bia – czarodziejskie wyzwanie
Bia – czarodziejskie wyzwanie (jap. 魔女っ子メグちゃん Majokko Megu-chan; wł. Bia – la sfida della magia) – japoński serial animowany gatunku Mahō-shōjo zrealizowany w 1974 roku przez wytwórnię Toei Animation.

## Fabuła
Młoda czarownica Megu (w wersji włoskiej Bia), kandydatka do tronu Królestwa Czarów, zostaje zesłana na Ziemię i adoptowana przez Mammi Kanzaki (we włoskiej wersji Mami Giapo), byłą wiedźmę, która porzuciła swoje królewskie ambicje, żeby zostać człowiekiem. Mammi rzuca czar na swojego męża i dwójkę dzieci – Rabi i Apo, za sprawą którego wierzą, że Megu jest ich pierworodnym dzieckiem i najstarszą siostrą. Dziewczynka uczy się kontrolowania swoich magicznych zdolności, by udowodnić, że jest godną kandydatką na królową. Ponadto żyjąc wśród ludzi Megu poznaje emocje, jakich wcześniej nie znała: samotność, współczucie, smutek, miłość, rozpacz czy ofiarność. W miarę rozwoju fabuły jej charakter ewoluuje – od przekornej i raczej samolubnej małej dziewczynki w miłą, hojną i kochającą młodą kobietę. Walczy z potworami, demonami i rywalką do tronu imieniem Non (w wersji włoskiej Noma), ale szybko zdaje sobie sprawę, że jej prawdziwym wrogiem jest ciemniejsza strona ludzkiej natury.

## Majokko Megu-chan jako seria mahō-shōjo
Majokko Megu-chan była pierwszym serialem typu mahō-shōjo, w którym zerwano z beztroską, jaką dotychczas charakteryzował się ten gatunek. Bohaterka oprócz tego, że musi nauczyć się panować nad swoją mocą, musi nauczyć się żyć wśród ludzi i pielęgnować więzi z nimi. Serial poruszał tak istotne tematy jak przemoc domowa, samobójstwo lub śmierć bliskiej osoby.

## Bohaterowie
- Meg (jap. メグ Megu; także jako Bia Japo) – młoda, rudowłosa czarownica, kandydatka do tronu Królestwa Czarów. Początkowo ma duże trudności z zaadaptowaniem się do panujących na Ziemi norm. Posiada magiczny talizman w kształcie serca.

Seiyū: Rihoko Yoshida 
- Non (jap. ノン; także jako Noa) – rywalka Megu w walce o tron. Niebieskowłosa i o niebieskiej skórze, pozbawiona jakichkolwiek emocji. Przez większość serii usiłuje pozbawić Megu życia. Później zaczyna podziwiać odwagę rywalki, a nawet jednoczy z nią siły w walce ze wspólnym wrogiem. Posiada magiczny talizman w kształcie rombu.

Seiyū: Noriko Tsukase 
- Mami (jap. マミ; także jako Mami Japo) – czarownica, która porzuciła Królestwo Czarów, by zostać człowiekiem. Opiekuje się Megu podczas jej pobytu na Ziemi.

Seiyū: Nana Yamaguchi 
- Kanzaki (jap. 神崎; także jako Papà Japo) – mąż Mami.

Seiyū: Hiroshi Ōtake 
- Rabi (jap. ラビ) oraz Apo (jap. アポ) – dzieci Mami, przybrane rodzeństwo Megu. Sprzeczają się ze starszą siostrą i robią jej różne psikusy.

Seiyū: Keiko Yamamoto  (Rabi) oraz Seiyū: Sachiko Chijimatsu  (Apo)
- Chōsan (jap. チョーサン; także jako Ciosa) – mag niższej kategorii. Pomocnik Non.

Seiyū: Sanji Hase 
- Clow (jap. クロー kurō; także jako Cra Cra) – kruk należący do Chou-sana.

Seiyū: Hiroshi Ōtake 

## Wersja japońska
Opening „Majokko Megu-chan” i ending „Hitoribocchi no Megu” śpiewała Yoko Maekawa.

## Wersja włoska
- Cinzia de Carolis – Bia
- Liliana Sorrentino – Noma
- Claudia Ricatti – Mami Giapo
- Renzo Stacci – Pan Giapo
- Marco Guadagno – Rabi
- Susanna Fasetta – Apo, Fru Fru
- Armando Bandini – Ciosa
- Nino Scardina – Cra Cra

Piosenkę Bia, la sfida della magia śpiewali Andrea Lo Vecchio i zespół Piccoli Stregoni. W najmniejszym stopniu nie jest podobna do oryginału.

## Wersja polska
Serial był emitowany w Polsce w latach 90. przez telewizję Polonia 1 i Super 1 z włoskim dubbingiem i polskim lektorem.
Wersję polską odcinków 1–20 opracowała PTV Echo, a ich lektorem był Mirosław Skibiński. Tłumaczenie odcinków 21–72 opracowało Studio Publishing, a ich lektorem była Agnieszka Rogińska.

## Spis odcinków
| Nr | Polski tytuł                    | Włoski tytuł                               |
| -- | ------------------------------- | ------------------------------------------ |
|    |                                 |                                            |
| 1  | Przybyła mała czarownica        | È arrivata una piccola strega              |
|    |                                 |                                            |
| 2  | Noma, rywalka                   | Noa, la rivale                             |
|    |                                 |                                            |
| 3  | Same czarownice                 | Un mucchio di streghe                      |
|    |                                 |                                            |
| 4  | Grunt to rodzinka               | Casa dolce casa                            |
|    |                                 |                                            |
| 5  | Numer stulecia                  | Il trucco del secolo                       |
|    |                                 |                                            |
| 6  | Tata ma ciężkie życie           | Papà ha la vita dura                       |
|    |                                 |                                            |
| 7  | Bia się zakochuje               | Bia s'innamora                             |
|    |                                 |                                            |
| 8  | Nieznośny Taro                  | Taro, che odia tutti                       |
|    |                                 |                                            |
| 9  | Ojciec i syn                    | Il legame dell'affetto                     |
|    |                                 |                                            |
| 10 | Pełna przygód podróż balonem    | Avventuroso viaggio in pallone             |
|    |                                 |                                            |
| 11 | Dramatyczna decyzja             | Mano di strega                             |
|    |                                 |                                            |
| 12 | Wszystko przez psa              | Cani e caos                                |
|    |                                 |                                            |
| 13 |                                 | Duello nella villa della magia             |
|    |                                 |                                            |
| 14 |                                 | L'arpa fantasma                            |
|    |                                 |                                            |
| 15 | Dziewczyna taty                 | La ragazza di papà                         |
|    |                                 |                                            |
| 16 | Skok w przestworza              | Un tuffo nel cielo                         |
|    |                                 |                                            |
| 17 | Dwie Bie                        | Le due Bia                                 |
|    |                                 |                                            |
| 18 | Miłość w starym pałacu          | Amore nell'antico castello                 |
|    |                                 |                                            |
| 19 | Dom pełen duchów                | Fantasmi in casa Giapo                     |
|    |                                 |                                            |
| 20 | Magiczna moc                    | Forza, Milly                               |
|    |                                 |                                            |
| 21 | Chuk – ex czarownica            | Chuk – ex strega                           |
|    |                                 |                                            |
| 22 |                                 | (jap.) Hoshi wa itsu umi ni furu ka        |
|    |                                 |                                            |
| 23 | Hipnotyzujący zegar             | La pendola ipnotica                        |
|    |                                 |                                            |
| 24 | Skradziona sukienka             | Il vestito rubato                          |
|    |                                 |                                            |
| 25 |                                 | (jap.) Maboroshi no shōnen                 |
|    |                                 |                                            |
| 26 | Magiczny pojedynek              | Duello Magico                              |
|    |                                 |                                            |
| 27 | Znak skorpiona                  | Il segno dello scorpione                   |
|    |                                 |                                            |
| 28 |                                 | (jap.) Akachan sōdō                        |
|    |                                 |                                            |
| 29 |                                 | (jap.) Tenshi no namida                    |
|    |                                 |                                            |
| 30 | Niezwykła historia              | Una strana faccenda                        |
|    |                                 |                                            |
| 31 | Pojedynek z górami              | La sfida alla montagna                     |
|    |                                 |                                            |
| 32 | Zabójcze kwiaty                 | Fiori pericolosi                           |
|    |                                 |                                            |
| 33 | Przyjaciółki czarodziejki       | Le amiche streghe                          |
|    |                                 |                                            |
| 34 | Biały koń                       | Il cavallo bianco                          |
|    |                                 |                                            |
| 35 | Lalka mamy                      | La bambola della mamma                     |
|    |                                 |                                            |
| 36 | Bliźniaczki                     | Le streghe gemelle                         |
|    |                                 |                                            |
| 37 | Papierowe samoloty              | Aeroplani di carta                         |
|    |                                 |                                            |
| 38 | Prezent od Świętego Mikołaja    | Un regalo di Babbo Natale                  |
|    |                                 |                                            |
| 39 | Najważniejszy wyścig            | La gara più importante                     |
|    |                                 |                                            |
| 40 | Ucieczka białego niedźwiedzia   | È fuggito un orso bianco                   |
|    |                                 |                                            |
| 41 | Święto śniegu                   | La festa della neve                        |
|    |                                 |                                            |
| 42 | Jajo śnieżnego ptaka            | L'uovo dell'uccello di neve                |
|    |                                 |                                            |
| 43 | Wiek buntu                      | L'età della ribellione                     |
|    |                                 |                                            |
| 44 | Łyżwy przyjaźni                 | I pattini dell'amicizia                    |
|    |                                 |                                            |
| 45 | Wiosna na żaglówce              | Primavera in barca a vela                  |
|    |                                 |                                            |
| 46 | Wróżka wiosny i czarownica zimy | La fata di primavera e la strega d'inverno |
|    |                                 |                                            |
| 47 | Piosenka dla lalki              | Canzone per una bambola                    |
|    |                                 |                                            |
| 48 | Piosenka wiatraczka             | La canzone della girandola                 |
|    |                                 |                                            |
| 49 | Cień czarownicy                 | L'ombra della strega                       |
|    |                                 |                                            |
| 50 | Latająca teczka                 | La borsa volante                           |
|    |                                 |                                            |
| 51 | Kto zechce Taro?                | Chi vuole Tago?                            |
|    |                                 |                                            |
| 52 | Powrót Gombei                   | Il ritorno di Gombei                       |
|    |                                 |                                            |
| 53 |                                 | (jap.) Makai no rakudaisei                 |
|    |                                 |                                            |
| 54 | Zagubione kotki                 | I micetti smarriti                         |
|    |                                 |                                            |
| 55 | Czyja wina?                     | Chi è il colpevole?                        |
|    |                                 |                                            |
| 56 |                                 | (jap.) Shirayuri no himitsu                |
|    |                                 |                                            |
| 57 | Tęczowe karpie                  | Le carpe colorate volano nel cielo         |
|    |                                 |                                            |
| 58 | Gdzie jest Gombei?              | Dov'è Gombei?                              |
|    |                                 |                                            |
| 59 |                                 | (jap.) Ame no naka no shōjo                |
|    |                                 |                                            |
| 60 | Rudi jest dobrym pływakiem      | Rapi è un buon nuotatore                   |
|    |                                 |                                            |
| 61 | Deszczowy pan                   | L'uomo della pioggia                       |
|    |                                 |                                            |
| 62 | Książę i cyrk                   | Il principe e il circo                     |
|    |                                 |                                            |
| 63 | Tramwaj marzeń                  | Un tram di sogno                           |
|    |                                 |                                            |
| 64 | Autobus do świata czarów        | Un autobus per un mondo di magia           |
|    |                                 |                                            |
| 65 | Błękitna gwiazda Tanabaty       | La stella azzurra di Tanabata              |
|    |                                 |                                            |
| 66 |                                 | (jap.) Kiri no naka no chōkan Tarō         |
|    |                                 |                                            |
| 67 | Chłopiec i gitara               | Un ragazzo e una chitarra                  |
|    |                                 |                                            |
| 68 | Nie można pokazywać języka      | Non si fanno le boccacce                   |
|    |                                 |                                            |
| 69 | Sigma, tajemniczy dog           | Sigma l'alano                              |
|    |                                 |                                            |
| 70 | Latawce                         | Un aquilone vola nel vento                 |
|    |                                 |                                            |
| 71 | Kontratak Saturno               | Il contrattacco di Saturno                 |
|    |                                 |                                            |
| 72 | Żegnaj Bio                      | Arivederci, Bia                            |
|    |                                 |                                            |